# Casoli
Casoli és un municipi (comune) d'Itàlia que el 2014 tenia 5.777 habitants. Es troba a la província de Chieti a Abruzzo.

## Geografia
El centre urbà està a la vora del riu Aventino i al peu del Majella.
En aquest lloc es troba la reserva natural Lago di Serranella

## Història

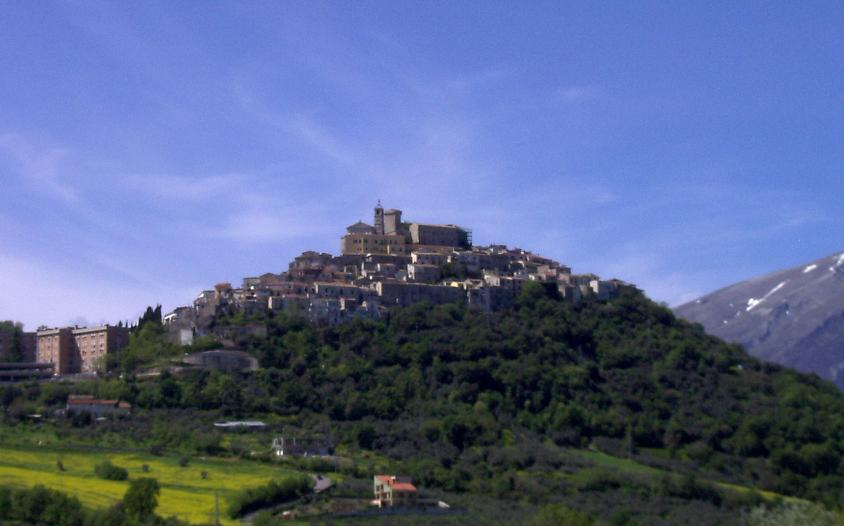
Vista de Casoli

Sembla que en època romana portava el nom de Cluviae, era el centre de la tribu dels Carricini).
Alguns topònims mostren que s'hi van assentar els Longobards.
La primera menció escrita és amb el nom de Casule (878), en un manuscrit conservat a l'abadia de Montecassino.
L'any 1799 va ser hostil a adherir-se a la Repubblica Partenopea.
Des de juliol de 1940 al setembre de 1943, Casoli va ser la seu del campo di internamento di Casoli del govern feixista.
Va ser greument danyada durant la Segona Gierra Mundial (la línia Gustav anava pel proper riu Sangro), va tenir un grup de partisans actiu, Brigata Majella.

## Monuments i llocs d'interès

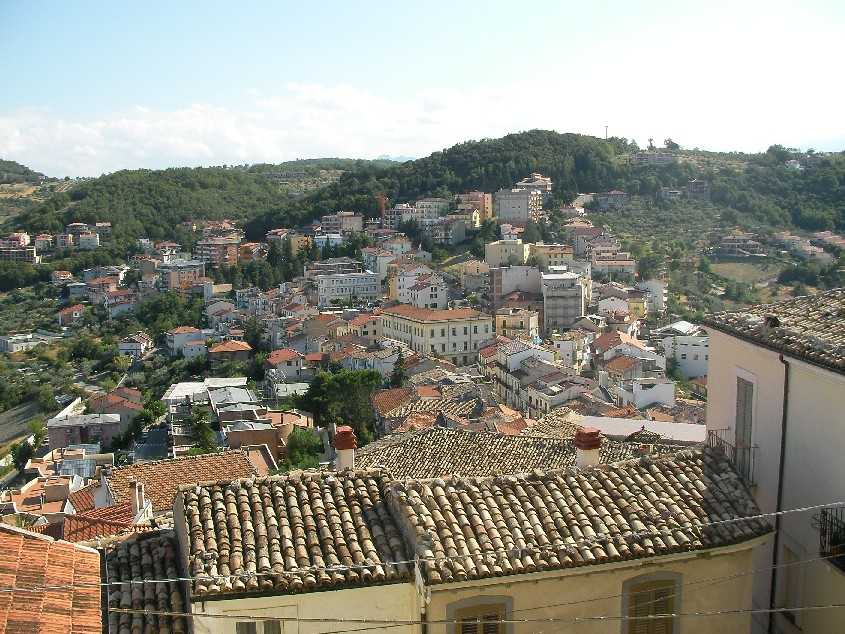
Vista des del Castell de Casoli

- Castell ducal o Castello Masciantonio, del segle IX però acabat el 1455 de la família Orsini, successivament passà als d'Aquino i actualment de propietat municipal.[9]
- Torretta di Prata.[10]
- Cinta Muraria.[11]
- Palazzo Travagliani - De Vincentiis. del segle xviii.[12]
- Palazzo Tilli. Del segle xviii.[13]
- Palazzo Ricci.[14]
- Ex palazzo comunale.[15]
- Palazzo De Cinque.[16]
- Casino Ramondo.
- Casino Rancitti.[17]
- Borgo in Località Guarenna Vecchia.[18]

### Esglésies
- Chiesa di San Rocco.[19]

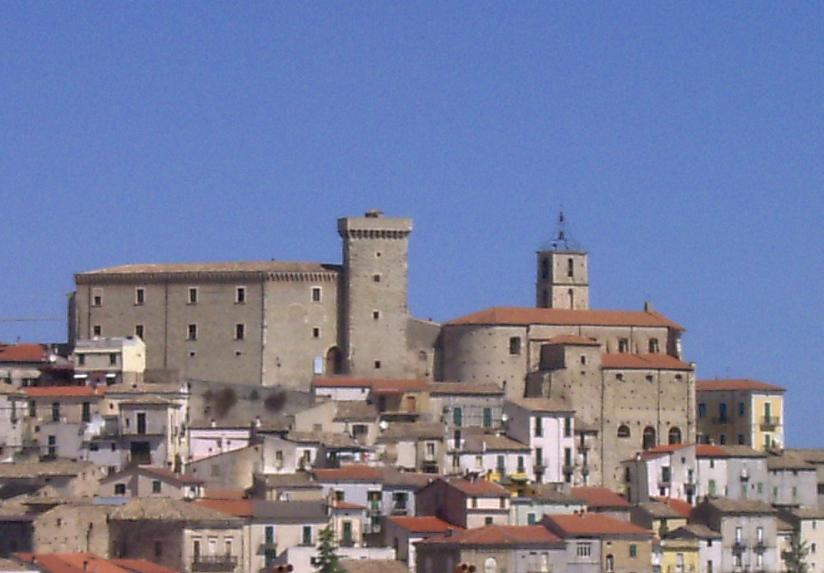
Vista del castell i de l'Església de San Maria Maggiore

- Chiesa di Santa Maria Maggiore o chiesa parrocchiale.[20]
- Chiesa di Santa Maria Ausiliatrice.[21]
- Chiesa di San Francesco.[22]

- Chiesa di Sant'Antonio.[23]
- Chiesa di Sant'Agostino.[24]

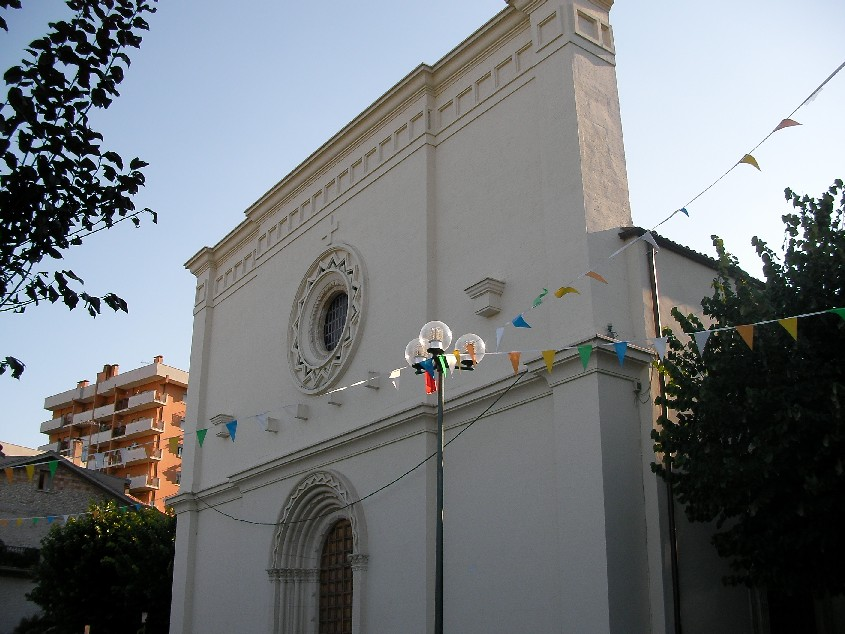
La Chiesa di Santa Reparata

- Església de Santa Reparata. Aquesta església primer va tenir el nom de Santa Liberata (1447). Hi ha obres de l'artista venecià Vittorio Buzzacarino (Victorius Buzacarinus). Hi va caure una bomba l'any 1943 i es va reconstruir l'església el 1952.[25]

## Ciutadans il·lustres
- Giulio De Petra (Casoli, 1841 - Nàpols, 1925), arqueòleg.
- Pasquale Masciantonio (Casoli, 1869 - Roma, 1923), polític.
- Milziade Venditti (Casoli, 1880 - 1955), polític.
- Mosè Ricci (Casoli, 1884 – L'Aquila, 1952) polític.
- Algeri Marino (Casoli, 1894 – Roma, 1967), enginyer.
- Ferdinando De Cinque (Casoli, 1897 – Bolonya, 1950), polític.

## Imatges

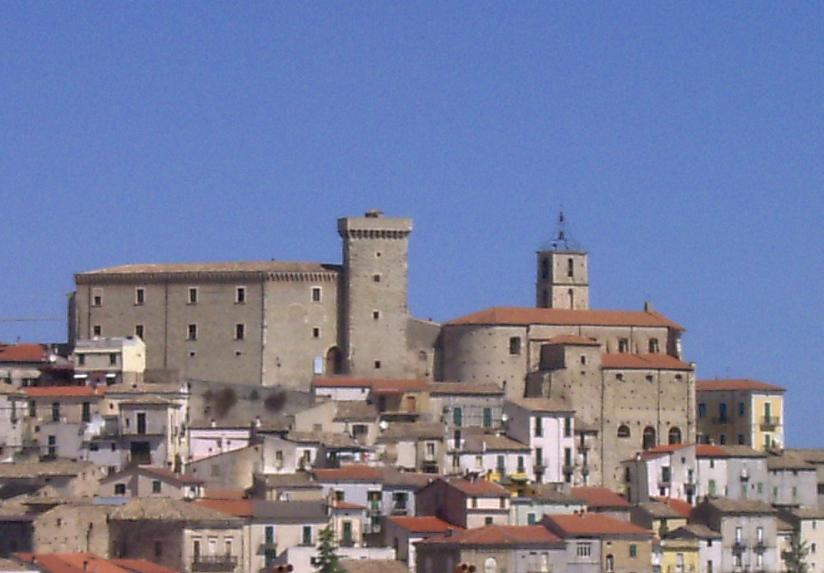
El palau ducal
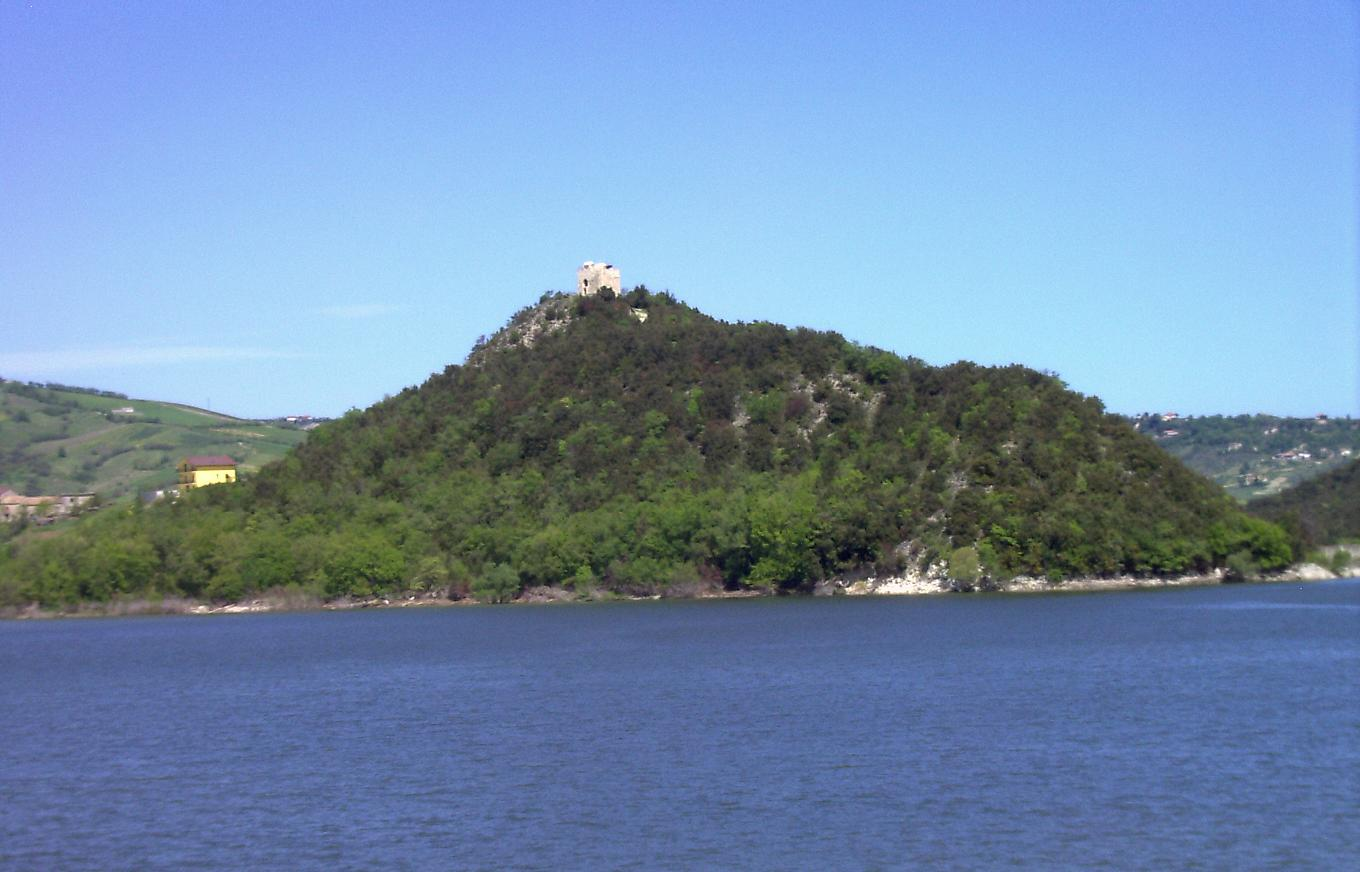
El llac de Casoli i la Torretta di Prata
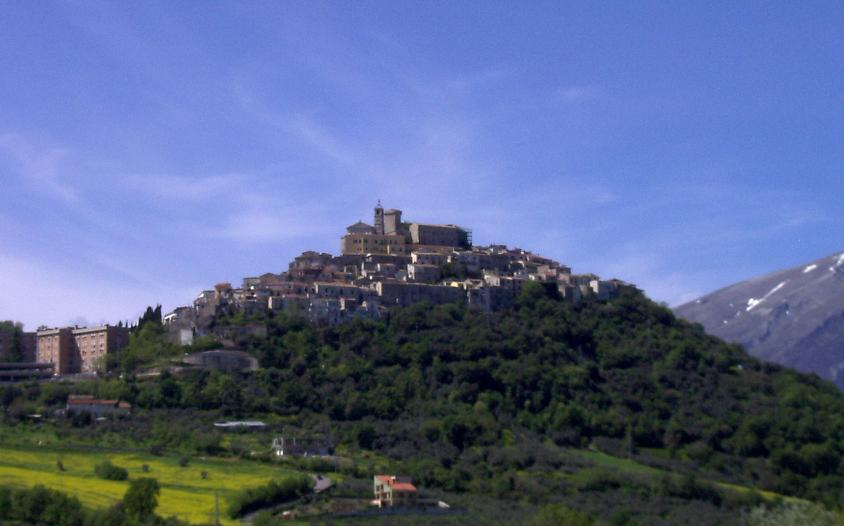
Panorama